# 로버트 기스트

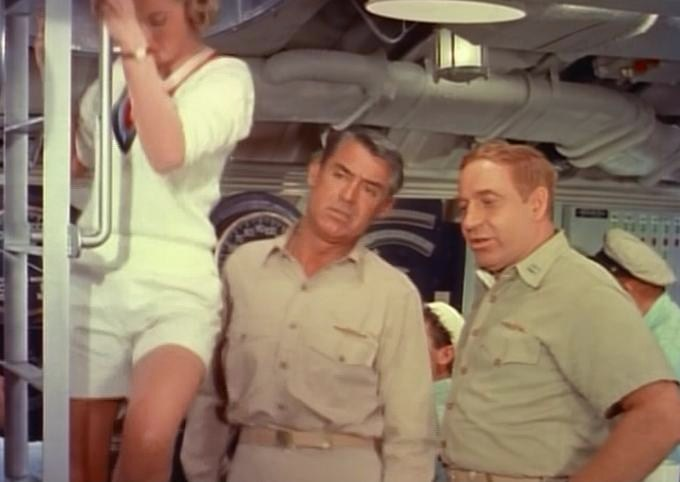

로버트 기스트(Robert Gist, 1917년 10월 1일 ~ 1998년 5월 21일)는 미국의 배우, 영화 감독, 텔레비전 배우, 영화배우, 연극 배우, 무대 연출가이다.
마이애미에서 태어났다.

## 영화
- 허클베리 핀의 모험 (1968년)
- 스타 트렉 : 디 오리지널 시리즈 시즌1 (1966년)
- 도망자 (1963년)
- 잭 더 자이언트 킬러 (1962년)
- 추격 (1959년)
- 오퍼레이션 페티코트 (1959년)
- 환상 특급 - 50년대 TV 시리즈 (1959년)
- 연방 경찰 (1959년)
- 나자와 사자 (1958년)
- 피터 건 (1958년)
- 서부의 파라딘 (1957년)
- 디데이 (1956년) - 댄 스텐닉 역
- 딜론 보안관 (1955년)
- 밴드 웨곤 (1953년) - 할 벤튼 역
- 엔젤 페이스 (1953년)
- 열차 안의 낯선 자들 (1951년) - 레슬리 헨시 역
- 오, 아름다운 인형 (1949년)
- 스트래톤 스토리 (1949년)
- 34번가의 기적 (1947년)